# Empirisch onderzoek
Empirisch onderzoek omvat elke wetenschappelijke onderzoeksactiviteit die directe, eigen observaties gebruikt.
Historisch gezien begon de empirische wetenschapsbeoefening een grotere rol te spelen met Roger Bacon (1214–1294) net na de 'renaissance van de twaalfde eeuw', op het snijvlak van hoge en late middeleeuwen. Bacon was, in een tijdperk van vooral speculatieve wetenschapsbeoefening, een vroege aanhanger van het empirisme, dat vanaf de Verlichting als enig aanvaarde natuurwetenschappelijke methode zou overblijven (na de zogenoemde wetenschappelijke revolutie).
Het principe van het empirisme is de inductie.
- men begint met waarnemingen.
- men formuleert op grond daarvan vervolgens een algemenere wetmatigheid (wet).
- men stelt op grond van de geconstateerde wetmatigheid een hypothese op.
- deze hypothese wordt getoetst door middel van een experiment en zo probeert men de eerder geformuleerde wetmatigheid te verifiëren of te falsifiëren.

Bij het onderzoek is het van belang dat er precies te werk wordt gegaan en dat de gemeten resultaten teruggekoppeld worden naar de onderzoeksvraag. Het empirisch resultaat is dan ook puur gebaseerd op individueel wetenschappelijk onderzoek, nooit op een uitgewerkte theoretische onderbouwing vooraf.